# Critério da maioria mútua
O critério da maioria mútua é um critério usado para comparar os sistemas de votação. O critério afirma que, se houver um subconjunto S dos candidatos, de modo que mais da metade dos eleitores prefira estritamente todos os membros de S a todos os candidatos fora de S, com a maioria votando sinceramente, o vencedor deve ser de S.  Isso é semelhante, mas mais rigoroso, ao critério da maioria, onde o requisito se aplica apenas ao caso de S conter um único candidato. O critério da maioria mútua é o caso de vencedor único do critério de proporcionalidade Droop . 
O método de Schulze, pares ranqueados, método de Nanson e votação de Bucklin passam por esse critério. Todos os métodos Condorcet Smith-eficientes passam o critério da maioria mútua. 
Os métodos que passam o critério da maioria mútua, mas que não cumprem o critério de Condorcet, podem anular o poder de voto dos eleitores fora da maioria mútua. A votação pelo segundo turno instantânea é notável por excluir até a metade dos eleitores por essa combinação. 
Os métodos que atendem ao critério da maioria, mas que não cumprem a maioria mútua, podem ter um efeito spoiler, pois que se um candidato não preferido por maioria vence em vez de um candidato preferido por maioria mútua, então se todos exceto um dos candidatos preferido pela maioria saibam da eleição, então o restante candidato preferido pela maioria seguramente ganha, o que é uma melhoria da perspectiva de todos os eleitores na maioria. 